# Sugia idiostygia
Sugia idiostygia là một loài bướm đêm trong họ Noctuidae.